# System bankowy w Islandii
Funkcję banku centralnego Islandii pełni Seðlabanki Íslands, założony w 1961, Z siedzibą w Reykjavíku.
Przed wybuchem kryzysu finansowego w 2008 r. islandzki sektor bankowy składał się zasadniczo z dwóch segmentów. Pierwszy obejmował trzy, niegdyś największe, banki: Glitnir, Landsbanki i Kaupthing, które posiadały międzynarodowe ekspozycje o względnie silnej obecności na rynku międzynarodowym. Na drugi segment składały się małe banki oszczędnościowe, które otrzymywały finansowanie od większych banków.

## Kryzys finansowy
Od 2008 system bankowy w Islandii borykał się z głębokim kryzysem. Jego przyczyną była utrata zdolności do refinansowania krótkoterminowych zobowiązań przez trzy największe banki komercyjne w kraju, co w powiązaniu z jednoczesnym masowym wycofywaniem depozytów przez klientów z zagranicznych oddziałów tych banków, doprowadziło w konsekwencji do utraty płynności finansowej i przejęcia tych banków w październiku 2008 przez islandzki nadzór bankowy pod zarząd komisaryczny.
W dniu 6 października 2008 r. parlament Islandii przyjął ustawę kryzysową. W ustawie tej upoważniono islandzki nadzór bankowy (FME) do podejmowania interwencji „w wyjątkowych okolicznościach” oraz do przejmowania uprawnień przysługujących zgromadzeniom udziałowców i radom nadzorczym instytucji finansowych w zakresie rozporządzania ich aktywami i zobowiązaniami. FME zostało również upoważnione do powoływania komitetów ds. restrukturyzacji i uporządkowanej likwidacji przejętych przedsiębiorstw finansowych, które dysponowały uprawnieniami przysługującymi zgromadzeniom udziałowców. W ramach postępowań likwidacyjnych banków ustawa przyznała pierwszeństwo roszczeniom posiadaczy depozytów oraz systemom gwarantowania depozytów. Na mocy ustawy minister finansów Islandii został również upoważniony do ustanawiania nowych banków.
Na mocy ustawy kryzysowej trzy największe banki komercyjne – Glitnir Bank, Landsbanki oraz Kaupthing Bank – podzielone zostały na „dawne” i „nowe” banki (Íslandsbanki, Landsbankinn i Arion Bank). Minister finansów założył trzy spółki akcyjne, którym powierzył zadanie przejęcia operacji prowadzonych na szczeblu krajowym przez dawne banki i powołał ich rady dyrektorów. FME przejęło kontrolę nad dawnymi bankami, zasadniczo przydzielając ich aktywa i zobowiązania (depozyty) krajowe nowym bankom, które kontynuowały prowadzenie działalności bankowej w Islandii. Dawne banki zostały objęte nadzorem odpowiednich komitetów ds. restrukturyzacji i uporządkowanej likwidacji. Aktywa i zobowiązania zagraniczne zostały w przeważającej części przeniesione do dawnych banków, które następnie poddano procedurom likwidacyjnym, a wszystkie operacje zagraniczne zostały ostatecznie zamknięte.
W celu zwiększenia poziomu pewności i rozwiania wątpliwości obywateli co do bezpieczeństwa ich depozytów w przypadku wybuchu kryzysu środki na ratowanie banków podjęte przez rząd islandzki jesienią 2008 r. wiązały się również z dodatkowym zabezpieczeniem przez państwo depozytów przechowywanych w krajowych bankach komercyjnych i kasach oszczędnościowych, co wykraczało poza zakres działań przewidzianych w ustawie nr 98/1999 wdrażającej przepisy dyrektywy 94/19/WE w sprawie systemów gwarancji depozytów oraz dyrektywy 97/9/WE w sprawie systemów rekompensat dla inwestorów.
W oświadczeniu wydanym przez Kancelarię Prezesa Rady Ministrów w dniu 6 października 2008 r. stwierdzono, że „rząd Islandii pragnie zaznaczyć, iż depozyty w krajowych bankach komercyjnych i kasach oszczędnościowych oraz ich oddziałach w Islandii zostaną w całości zabezpieczone”. Kancelaria Prezesa Rady Ministrów wydała oświadczenie o tej treści ponownie w lutym i grudniu 2009 r. Ponadto do wspomnianego oświadczenia odniesiono się również w liście intencyjnym przekazanym przez rząd Islandii Międzynarodowemu Funduszowi Walutowemu w dniu 7 kwietnia 2010 r. (oraz ponownie w kolejnym liście intencyjnym z dnia 13 września 2010 r.). We wspomnianym liście (który został podpisany przez premiera, Ministra Finansów i Ministra Spraw Gospodarczych Islandii oraz przez prezesa BCI) stwierdzono: „w chwili obecnej nadal zobowiązujemy się do objęcia deponentów pełną ochroną, ale po przywróceniu stabilności finansowej zamierzamy przystąpić do działań mających na celu stopniowe znoszenie tej ogólnej gwarancji”.
Zdaniem rządu Islandii dodatkowe gwarancje depozytów mają zostać zniesione przed całkowitym wycofaniem kontroli kapitału, co w opinii władz islandzkich ma nastąpić pod koniec 2013 r.
Przywrócenie standardowych warunków funkcjonowania gwarancji depozytów wiąże się nie tylko ze zniesieniem wsparcia państwa na rzecz takich gwarancji, ale również z koniecznością dokonania przeglądu przepisów ustawy kryzysowej, zgodnie z którymi depozyty, zgodnie z prawem zabezpieczone gwarancjami, są traktowane priorytetowo przy przeprowadzaniu postępowania likwidacyjnego w odniesieniu do danego przedsiębiorstwa finansowego. Wiąże się to z przyznaniem istotnych gwarancji na rzecz deponentów. Z drugiej strony wspomniany przepis będzie najprawdopodobniej utrudniał bankom podejmowanie działań służących dywersyfikacji stosowanych przez nie instrumentów finansowania.
W marcu 2009 r. FME przejęło kontrolę nad operacjami trzech przedsiębiorstw finansowych – Straumur-Burdaras, Reykjavík Savings Bank (SPRON) oraz Sparisjodabanki Íslands (Icebank) – i podjęło decyzję o zbyciu aktywów i zobowiązań tych przedsiębiorstw. O ile w późniejszym terminie zatwierdzono ugodę restrukturyzacyjną z wierzycielami Straumur, o tyle SPRON i Sparisjodabanki zostały objęte postępowaniem likwidacyjnym.
Upadek trzech głównych banków komercyjnych i utrzymujący się brak pewności na rynkach finansowych wywarły poważny wpływ również na inne przedsiębiorstwa finansowe, w związku z czym w 2010 r. kolejne przedsiębiorstwa zostały podporządkowane organom administracji publicznej. W marcu 2010 r. FME powołało tymczasową radę dyrektorów dla VBS Investment Bank. W kwietniu 2010 r. FME przejęło kontrolę nad Keflavik Savings Bank i Byr Savings Bank i zdecydowało, że operacje prowadzone przez te banki zostaną przejęte przez nowe przedsiębiorstwa finansowe, odpowiednio SpKef Savings Bank i Byr hf. Ponieważ kondycja finansowa tych nowych przedsiębiorstw okazała się gorsza niż początkowo przewidywano, na mocy decyzji FME SpKef został później połączony z Landsbankinn, natomiast Byr hf. – z Íslandsbanki po przeprowadzeniu przetargu na udziały w Byr. Ponadto w 2009 r. władze islandzkie zostały wezwane do rozwiązania trudności finansowych Saga Capital Investment Bank, a w 2011 r. zwrócono się do nich o odniesienie się do trudności finansowych stojących przed Funduszem Finansowania Mieszkalnictwa.
W programie stabilizacji gospodarczej opracowanym w konsultacji z MFW przewidziano również przeprowadzenie przeglądu całości ram regulacyjnych w zakresie świadczenia usług finansowych i sprawowanie nadzoru w celu lepszego zabezpieczenia się przed wybuchem kryzysu finansowego w przyszłości.

## Struktura rynku
Rynek finansowy Islandii ma oligopolistyczny charakter.
Struktura konkurencji na islandzkim rynku finansowym uległa radykalnej zmianie od momentu załamania się sektora bankowego. Liczba przedsiębiorstw finansowych uległa zmniejszeniu w miarę jak szereg kas oszczędnościowych, banków komercyjnych i wyspecjalizowanych kredytodawców zostało w wyniku kryzysu postawionych w stan likwidacji lub połączyło się z innymi przedsiębiorstwami. Liczba przedsiębiorstw finansowych w dalszym ciągu maleje, ostatnio wskutek połączenia Landsbankinn i SpKef w marcu 2011 r., połączenia Íslandsbanki i Byr w grudniu 2011 r. oraz połączenia Landsbankinn i Svarfdaelir Savings Bank. Wraz ze spadkiem liczby przedsiębiorstw finansowych i przejmowaniem depozytów likwidowanych banków przez większe banki doszło do zwiększenia poziomu koncentracji na rynku krajowym. Z kolei całkowite udziały nowych banków w rynkach finansowych EOG są obecnie znacznie mniejsze, niż udziały ich poprzedników, z uwagi na wycofanie się z prowadzenia działalności w obszarze bankowości międzynarodowej.
Przed wybuchem kryzysu finansowego łączny udział kas oszczędnościowych w rynku mierzony wartością ich depozytów kształtował się na poziomie 20–25%. W 2012 udział ten zmniejszył się do około 2–4%. Udziały w rynku utracone przez kasy oszczędnościowe i banki komercyjne, które wycofały się z rynku, zostały przejęte przez trzy największe banki komercyjne – Arion Bank, Íslandsbanki i Landsbankinn. Łączne udziały tych trzech dużych banków obejmują obecnie około 90–95% rynku, w porównaniu z wcześniejszymi 60–75%, przy czym Landsbankinn dysponuje nieznacznie wyższym udziałem w rynku od pozostałych banków. Jedynym innym uczestnikiem rynku, poza 10 regionalnymi kasami oszczędności, których obecny udział w rynku kształtuje się na poziomie 2–4%, jest zrestrukturyzowany MP Bank, dysponujący udziałem w rynku wynoszącym około 1–5%.